# Liste der Gedenktafeln im Bezirk Treptow-Köpenick
Diese Seite gibt einen Überblick über Gedenktafeln in dem Berliner Bezirk Treptow-Köpenick.
- Liste der Gedenktafeln in Berlin-Adlershof
- Liste der Gedenktafeln in Berlin-Alt-Treptow
- Liste der Gedenktafeln in Berlin-Altglienicke
- Liste der Gedenktafeln in Berlin-Baumschulenweg
- Liste der Gedenktafeln in Berlin-Bohnsdorf
- Liste der Gedenktafeln in Berlin-Friedrichshagen
- Liste der Gedenktafeln in Berlin-Johannisthal
- Liste der Gedenktafeln in Berlin-Köpenick
- Liste der Gedenktafeln in Berlin-Müggelheim
- Liste der Gedenktafeln in Berlin-Niederschöneweide
- Liste der Gedenktafeln in Berlin-Oberschöneweide
- Liste der Gedenktafeln in Berlin-Plänterwald
- Liste der Gedenktafeln in Berlin-Rahnsdorf
- Liste der Gedenktafeln in Berlin-Schmöckwitz